# Aegires absalaoi
Aegires absalaoi is een slakkensoort uit de familie van de Aegiridae. De wetenschappelijke naam van de soort is voor het eerst geldig gepubliceerd in 2002 door Garcia, Troncoso & Dominguez.